# Aczél Ilona (festő)
Óvári Lászlóné Aczél Ilona (Budapest, 1929. április 1. – Budapest, 2000. december 13.) Munkácsy Mihály-díjas magyar festőművész.

## Életútja
1949 és 1953 között a Magyar Képzőművészeti Főiskolán tanult, mesterei Szőnyi István, Domanovszky Endre és Barcsay Jenő voltak. Több európai országban is járt tanulmányúton, tagja volt a Vásárhelyi Művésztelepnek. 1953-tól állította ki képeit. Murális alkotásai Keszthelyen, Sárospatakon és Pécsett is megtalálhatóak.

## Díjai, elismerései
- Munkácsy Mihály-díj (1957)
- a Képcsarnok csendéletpályázatának III. díja (1973)

## Kiállításai

### Egyéni kiállításai
- 1956 • Fényes Adolf Terem, Budapest [Óvári Lászlóval]
- 1962 • Ernst Múzeum, Budapest
- 1963 • Hódmezővásárhely, Keszthely, Martonvásár

### Válogatott csoportos kiállításai
- 1976 • Szocializmust építő ember, Csontváry Terem, Budapest • 23. Vásárhelyi Őszi Tárlat, Tornyai János Múzeum, Hódmezővásárhely.

## Művei
- sgrafitto, Keszthely, MNB-fiók, 1962; Sárospatak, Tanítóképző Kollégium, 1963
- üvegmozaik oszlopburkolat, Kisköre, Vízlépcső, Legény Szálló, 1970
- gobelin, Budapest XV. ker. Úttörő Ház, 1982

## Művei közgyűjteményekben
- Báthory István Múzeum, Nyírbátor
- Magyar Nemzeti Galéria, Budapest
- Tornyai Múzeum, Hódmezővásárhely